# Aurel Bozac
Aurel Bozac (n. 1896 – d. 1971) în contextul Marii Uniri de la Alba Iulia din 1918 era student la medicină. A participat la evenimente din proprie inițiativă și a fost mobilizat ca sanitar. 

## Studii
A fost student la medicină dar după Unire a urmat studiile Academiei Comerciale, renunțând la cea dintâi facultate. 

## Viața și activitatea
În urma studiilor a reușit să ajungă director al Băncii Naționale Române, filiala Cluj, unde s-a mutat după Unire. 
Aurel Bozac a fost de față în momentul intrării avangărzii armatei române în Cluj, la 25 decembrie 1918, un fapt notabil de altfel.  Armata română era condusă de generalul Neculcea iar în piața Matia era amenajat un loc pentru discursuri. Juriul aștepta cu nerăbdare sosirea armatei. În acest context, István Apáthy, fost membru din Comisia de tratative româno-maghiare, profesor universitar, comisarul guvernului de peste Ardeal, a părăsit Clujul.